# Báetán mac Cairill
Báetán mac Cairill 572 és halála, 591 között Dál Fiatach királya volt. Néhány forrás szerint ő volt Írország nagykirálya.
Báetán a mai elképzelések szerint uralmát kiterjesztette Skóciában Dál Riatára és a Man-szigetre is. A régi ulsteri források ri Éren occus Alban (Írország és Skócia királya) néven emlegetik. Régebben létezett egy vers, amely mára már elveszett, miszerint Munster, Connaught, Skye és Man sziget is hűbérbirtokaihoz tartozott. Valószínűleg ezekkel a területekkel növelte meg birodalmát, és a későbbi korok ezért nevezték őt nagykirálynak.
Báetán tevékenységét ellenségeivel való összehasonlítással lehet leginkább jellemezni. 575-ben Áed mac Ainmuirech Észak-Ui Néillből és Áedán mac Gabráin Dál Riatából a Durim Cettnél találkoztak, s itt szövetséget kötöttek. Később ehhez csatlakozott Szent Kolumba, a Cenél Conaill tagja. A szervezkedés célja az volt, hogy megakadályozzák Báetán terjeszkedését Dál Fiatch felé.
Báetánnak nem sikerült elérnie végső célját, de nem ő volt az utolsó Ullad király, kinek sikerült tengeren túli területeket meghódítania. Később Dál nAraidi királya, Fiachnae mac Báetáin továbbment az elkezdett úton.